# Donja Lužica
Donja Lužica (donjolužičkisrpski: Dolna Łužyca, gornjolužičkisrpski: Delnja Łužica, njemački: Niederlausitz, poljski: Łużyce Dolne, češki: Dolní Lužice) povijesna je regija u Srednjoj Europi koja se proteže od jugoistoka njemačke pokrajine Brandenburg do jugozapada Lubuskoga vojvodstva u Poljskoj. Kao susjedna Gornja Lužica, Donja Lužica područje je naseljeno Lužičkim Srbima, zapadnoslavenskim narodom. U Donjoj Lužici oni govore ugroženim donjolužičkosrpskim jezikom, koji je sličan gornjolužičkosrpskom koji se priča u Gornjoj Lužici i poljskome jeziku.